# Moriz Carrière
Pour les articles homonymes, voir Carrière.
Moriz Philipp Carrière (né le 5 mars 1817 à Griedel, mort le 19 janvier 1895 à Munich) est un philosophe allemand.

## Biographie
Carrière étudie à Gießen, Göttingen et Berlin. Il appartient à un cercle poétique avec Emanuel Geibel, Karl Grün (de), Karl Marx... Après ses études, il part en voyage en Italie pendant quelques années puis obtient une habilitation en philosophie à Giessen, où il enseigne comme professeur agrégé à partir de 1849. En même temps, il devient rédacteur en chef de Freie Hessische Zeitung (de) avec Carl Vogt à partir de mars 1848. En 1848, il est membre du pré-parlement. En 1853, il enseigne pendant un an en tant que professeur associé à l'université de Munich, puis à partir de 1854 en tant que professeur titulaire d'histoire de l'art à l'Académie des beaux-arts de Munich. Il appartient avec Emanuel Geibel à la société littéraire munichoise Die Krokodile.
Carrière est fortement influencé par Georg Hegel dans ses premiers travaux. Il devient alors un représentant du théisme enraciné dans l'hégélianisme, comme Immanuel Hermann von Fichte, Hermann Ulrici (de), Christian Hermann Weisse, Johann Ulrich Wirth (de). Il enseigne et répond aux opposants du théisme.
En tant que poète, il publie un recueil de poèmes dédié à sa femme, une fille de Justus von Liebig, intitulé Agnes (Leipzig 1883), qui contient, entre autres, des fragments de son épopée Muhamed et le poème Die letzte Nacht der Girondisten, qui avait déjà été publié en 1849 à Giessen . Les œuvres complètes de Carrière paraissent de 1886 à 1894 en 14 volumes à Leipzig.
Son ouvrage Religiöse Reden und Betrachtungen für das deutsche Volk von einem deutschen Philosophen, d'abord paru anonymement en 1850 puis réédité avec son nom en 1856, est mis à l’Index librorum prohibitorum le 5 mars 1857.
En 1889, il devient membre à part entière de l'Académie bavaroise des sciences.
Ses descendants comprennent notamment les acteurs Till (de), Mareike et Mathieu Carrière.